# Hrabstwo Huntingdon
Huntingdon – hrabstwo w stanie Pensylwania w USA. Populacja liczy 45913 mieszkańców (stan według spisu z 2010 roku).
Powierzchnia hrabstwa to 2302 km² (w tym 39 km² stanowią wody). Gęstość zaludnienia wynosi 20,2 osoby/km².

## Miejscowości

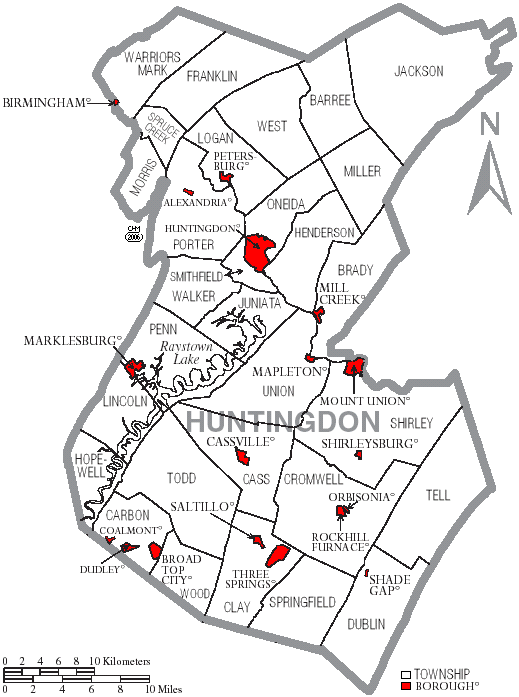
Rozmieszczenie miast i Broughs na mapie hrabstwa

### Boroughs
| - Alexandria - Birmingham - Broad Top City - Cassville - Coalmont - Dudley | - Huntingdon - Mapleton - Marklesburg - Mill Creek - Mount Union - Orbisonia | - Petersburg - Rockhill Furnace - Saltillo - Shade Gap - Shirleysburg - Three Springs |